# Japanse reuzensalamander
De Japanse reuzensalamander (Andrias japonicus) is een salamander uit de familie der reuzensalamanders (Cryptobranchidae).

## Naamgeving
De wetenschappelijke naam van de soort werd in 1836 als Triton japonicus gepubliceerd door Coenraad Jacob Temminck. In 1837 plaatste Johann Jakob von Tschudi de soort in het geslacht Megalobatrachus, en in 1907 werd die geslachtsnaam door Leonhard Hess Stejneger gesynonimiseerd met Andrias.
In het Japans wordt de salamander Ōsanshōuo genoemd (katakana:オオサンショウウオ/kanji:大山椒魚).

## Uiterlijke kenmerken
De Japanse reuzensalamander is de grootste salamandersoort ter wereld als de gemiddelde lengte als criterium wordt gekozen; ongeveer een meter met uitschieters tot bijna anderhalve meter. Van de Chinese reuzensalamander (Andrias davidianus) is ooit een exemplaar van 180 centimeter beschreven, maar gemiddeld wordt deze soort veel kleiner.
De Japanse reuzensalamander heeft een vrij rond, iets afgeplat lichaam met een erg platte, wrattige kop. De poten zijn kort en dik, en hebben grote vingers, waarvan de uiteinden zeer tastgevoelig zijn. De kleur is grijsbruin tot bijna zwart met lichtere of juist donkere grillige vlekken over het hele lichaam; de buik is lichter tot lichtgrijs. De staart is sterk zijdelings afgeplat en beslaat ongeveer een derde van het lichaam. Boven op het midden van de staart is een lage vinachtige verbreding te zien en langs de flank loopt een dunne vlezige huidplooi van achter het oog tot de achterpoten, hierin zitten zuurstofopnemende cellen vergelijkbaar met kieuwen van een vis.

## Levenswijze
De Japanse reuzensalamander eet kleine kreeftachtigen, visjes, grotere insecten en de larven, wormen en amfibieën; eigenlijk alles wat hij op kan slokken.
Mannetjes zijn in de paartijd zeer fel tegen soortgenoten; het is zelfs zo dat de meeste aangetroffen exemplaren dode of verwonde mannetjes betreft.
De reuzensalamander blijft zijn hele leven doorgroeien en kan erg oud worden; het is echter niet precies bekend hoe oud. Een gevangen exemplaar dat rond 1830 naar Nederland werd gebracht leefde eerst tien jaar in het Rijksmuseum van Natuurlijke Historie en later in de Amsterdamse dierentuin Artis. Hier overleed het dier in 1881 op een leeftijd van minstens 51 jaar.

## Verspreiding en habitat
De Japanse reuzensalamander is een rustig en sloom dier dat in ondiepe, liefst snelstromende en koele bergbeken en riviertjes leeft op enkele Japanse eilanden. De salamander leidt een verborgen bestaan in de modder of tussen de rotsige stenen op de bodem, en komt alleen het water uit als de bron opdroogt, maar is op oudere leeftijd vaak te zwaar om zich nog op het land voort te bewegen. Ook is deze soort veel sterker aan water gebonden dan andere salamanders, omdat het dier neoteen is; de larve verliest de typische juveniele kenmerken niet, maar kan zich wel voortplanten. De salamander moet echter regelmatig aan de oppervlakte ademhalen.
De soort wordt bedreigd door activiteiten van de mens en is beschermd door CITES, maar aangezien dit dier als traditioneel medicijn en als delicatesse wordt gezien wordt er nog steeds op de salamander gejaagd en ook ontbossing en vervuiling doen de soort geen goed.